# William Luther Pierce
William Luther Pierce III, född 11 september 1933 i Atlanta, Georgia, död 23 juli 2002 i Mill Point, Pocahontas County, West Virginia, var en amerikansk vit separatism-ledare, professor i fysik och författare.
William Pierce skrev under pseudonymen Andrew MacDonald böckerna The Turner Diaries och Hunter, som uppgetts som inspirationskällor för många våldsbenägna personer inom vit makt-rörelsen. 1974 grundade han National Alliance, en organisation som förespråkar vit separatism.